# Euploea arova
Euploea arova är en fjärilsart som beskrevs av Hans Fruhstorfer 1913. Euploea arova ingår i släktet Euploea och familjen praktfjärilar. Inga underarter finns listade i Catalogue of Life.